# Fulgurofusus
Fulgurofusus é um gênero de búzios da família Columbariidae.

## Espécies
As espécies dentro do gênero Fulgurofusus incluem:
- Fulgurofusus atlantis (Clench & Aguayo, 1938)[2]
- Fulgurofusus bartletti (Clench & Aguayo, 1940)
- Fulgurofusus bermudezi (Clench & Aguayo, 1938)[3]
- Fulgurofusus brayi (Clench, 1959)[4]
- Fulgurofusus ecphoroides Harasewych, 1983[5]
- Fulgurofusus electra (F.M. Bayer, 1971)[6]
- Fulgurofusus jonasi (J.C. Nascimento de Barros, Ebenezer dos Santos Silva, F. de Almeida Alves-Junior, 2018)
- Fulgurofusus marshalli (Harasewych, 2011)
- Fulgurofusus maxwelli (Harasewych, 2011)
- Fulgurofusus merope (F.M. Bayer, 1971)[7]
- Fulgurofusus nanshaensis (Zhang, 2003)[8]
- † Fulgurofusus quercollis (Harris, 1896)
- Fulgurofusus sarissophorus (Watson, 1882)[9]
- Fulgurofusus tomicici (McLean & Andrade, 1982)[10]
- Fulgurofusus xenismatis (Harasewych, 1983)

### Espécies trazidas em sinonímia
- Fulgurofusus aequilonius Sysoev, 2000[11]: sinônimo de Tropidofusus aequilonius (Sysoev, 2000) (combinação original)
- Fulgurofusus benthocallis (Melvill & Standen, 1907)[12]: sinônimo de Tropidofusus benthocallis (Melvill & Standen, 1907)
- Fulgurofusus timor Harasewych, 1983: sinônimo de Peristarium timor (Harasewych, 1983)